# Jinmaku

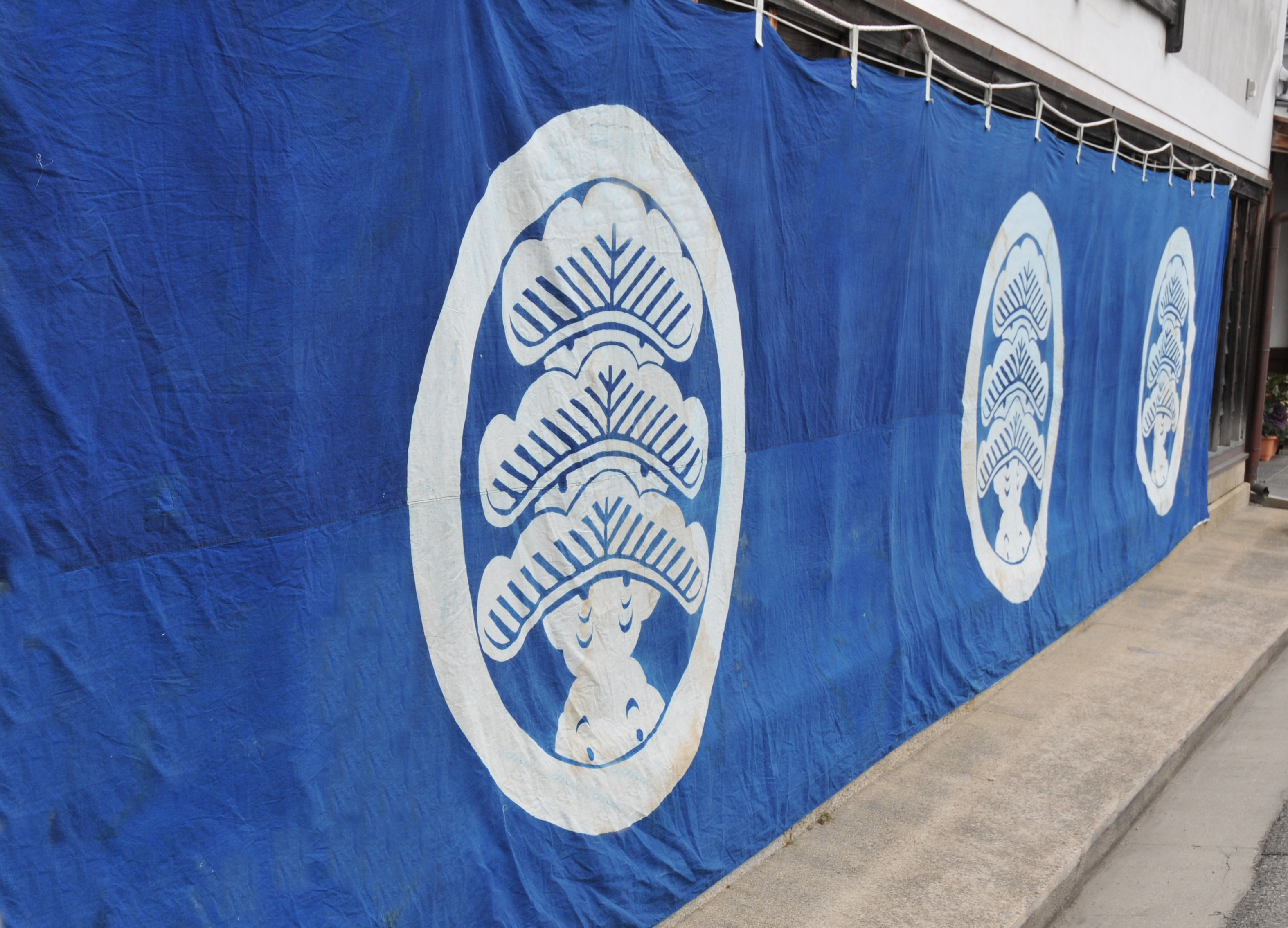
Un jinmaku (Sanshu Izutsu Yashiki, préfecture de Kagawa).

Un jinmaku (陣幕) est un rideau utilisé dans l'aménagement de camps militaires à l'ère pré-moderne au Japon. Le mot jinmaku signifie littéralement « rideau de camp » (jin, camp et maku, rideau).